# ZSK
ZSK est un groupe de punk rock allemand, originaire de Berlin. Il est emmené par les frères Joshi (chant/guitare) et Flori (batterie). Formé en 1997, le groupe se sépare en 2007, et se réunit en 2011. ZSK compte, en date, un total de cinq albums studio qui comprennent Riot Radio (2002), From Protest to Resistance (2004), We Are the Kids (2005), Discontent Hearts and Gasoline (2007), et Herz für die Sache (2013).

## Biographie

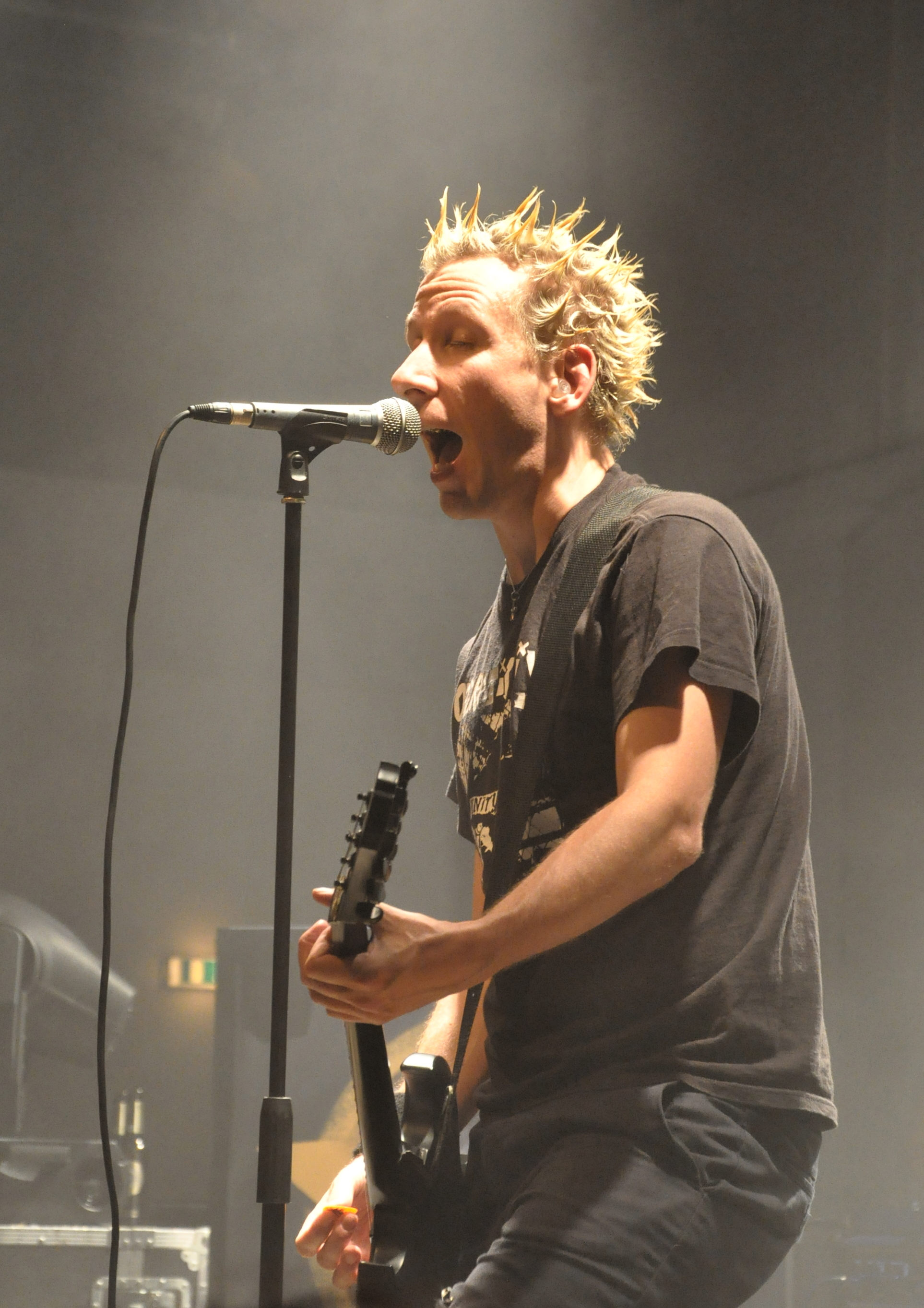
Joshi, chanteur de ZSK.

Partant de zéro, chaque membre apprend à jouer de son instrument pour sortir quelques années plus tard une première démo Keep Skateboarding Punk Rock qui se vendra à plus de 500 exemplaires et qui leur vaudra le privilège de partager l'affiche avec The Distillers, Agnostic Front, Venerea, Terrorgruppe, The Exploited. Le groupe est formé en 1997 à Berlin. Ils enregistrent et publient une première démo intitulée Keep Skateboarding Punkrock.
En mai 2002, le groupe signe chez Wolverine Records la sortie de son premier album Riot Radio. En janvier 2003, l'un des membres, Niki, quitte le groupe pour raisons personnelles et est remplacé par Benni à la guitare à six cordes. En 2004, ils publient leur deuxième album studio, From Protest to Resistance (2004), suivi par leur troisième album, We Are the Kids, en 2005. 
En février 2005, ils jouent avec Die Toten Hosen, puis partent en tournée d'été avec Bad Religion en Allemagne. En 2006 sort l'album Discontent Hearts and Gasoline, pour lequel ZSK part en tournée avec Taking Back Sunday et Bloodhound Gang. En février 2007, le groupe publie l'album live Wenn so viele schweigen, müssen wir noch lauter schreien,. Cette même année, le groupe publie son quatrième album studio, Discontent Hearts and Gasoline, avant de se séparer.
En 2011, ZSK se réunit avec un nouveau claviériste, Matthias. Ils publient le 10 mai 2013 un nouvel album intitulé Herz für die Sache en format CD, vinyle et téléchargement payant,. L'album atteint la 53e place des classements allemands.  En octobre 2016, le groupe annonce sa tournée Live für die Sache-Tour Teil II qui s'effectuera du 13 janvier au 15 avril 2017 aux côtés de Marathonmann.

## Style musical
Leur style musical orienté skate punk, chanté tantôt en anglais, tantôt en allemand, est à mi-chemin entre le punk rock mélodique et rapide et un punk hardcore empruntant aussi bien à Rise Against pour la rapidité de ses compositions et la puissance de ses riffs, qu'à Anti-Flag pour les refrains fédérateurs.

## Membres
- Joshi - chant, guitare
- Eike - basse
- Niki - guitare (depuis 2002)
- Beni - guitare (depuis 2003)
- Flori - claviers (depuis 2007)
- Matthias - claviers (depuis 2011)

## Discographie

### Albums studio
- 2002 : Riot Radio
- 2004 : From Protest to Resistance
- 2005 : We Are the Kids
- 2006 : Discontent Hearts and Gasoline
- 2013 : Herz für die Sache

### Autres
- 1997 : Keep Skateboarding Punkrock (démo)
- 1999 : split avec Blowing Fuse
- 2004 : If Liberty Means Anything at All (EP)
- 2005 : 5 Track Festival CD 2005 (CD promo)
- 2006 : Alles steht still (single promo)
- 2007 : Wenn so viele schweigen müssen wir noch lauter schreien (album live)
- 2013 : Bis jetzt ging alles gut (single)
- 2016 : Live für die Sache (album live)